# Dystasia subuniformis
Dystasia subuniformis là một loài bọ cánh cứng trong họ Cerambycidae.